# جو سیمپسون

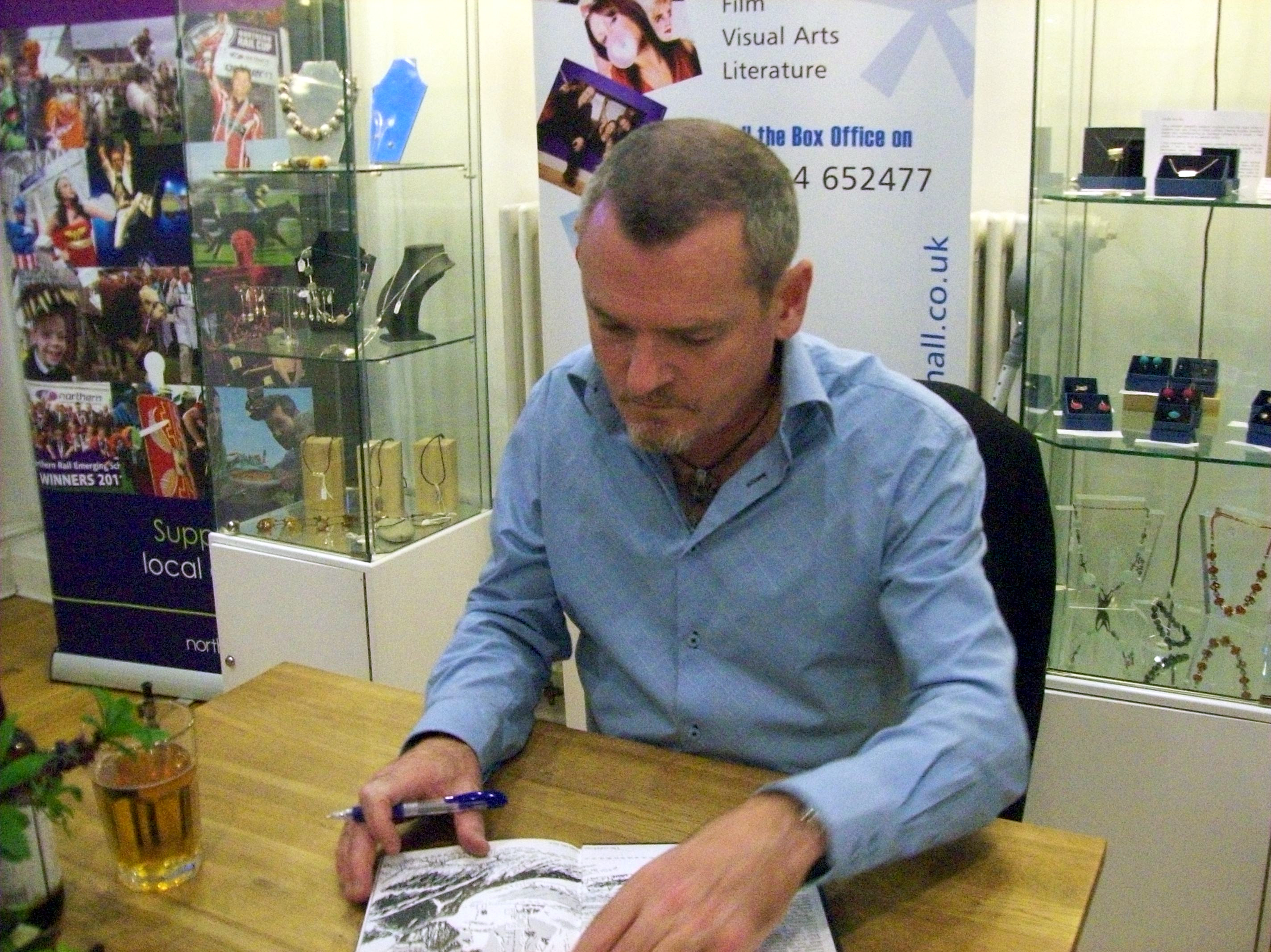
جو سیمپسون، ۲۰۱۳

جو سیمپسون (متولد ۱۹۶۰) کوهنورد، نویسنده و سخنران انگیزشی انگلیسی است. او در هنگام کوهنوردی در سال ۱۹۸۵ در پرو، وی دچار آسیب دیدگی شدیدی شد و تصور می‌شد که پس از سقوط در یک شکاف کشته شده باشد، اما او زنده مانده و موفق شد با خزیدن به کمپ اصلی خود بازگردد. او این حادثه دهشتناک را در کتاب پرفروش خود به نام لمس خلأ توصیف کرد، در سال ۲۰۰۳ مستندی با نام مشابه از این حادثه ساخته شد.

## زندگی کودکی
سیمپسون در ۱۳ اوت 1960 از پدر اسکاتلندی و مادری ایرلندی در کوالالامپور، مالزی جایی که پدرش از ارتش انگلیس به آنجا مأمور بود، به دنیا آمد. سیمپسون از سن ۸ سالگی بین مدارس انگلیس و کشورهای مختلفی که پدرش در آنها مشغول به کار بود سفر کرد. سیمپسون سنگ نوردی را پس از اینکه توسط معلمی در کالج آمپلفورت به این ورزش معرفی شد، آغاز کرد. او ۱۴ ساله بود که "عنکبوت سفید" نوشته هاینریش هارر را خواند، گرچه این کتاب سرشار از خاطرات خطرناک کوه‌نوردان پیشین بود اما این خواندن این کتاب شوق کوهنوردی را در دل سیمپسون روشن کرد.

## حرفه کوهنوردی

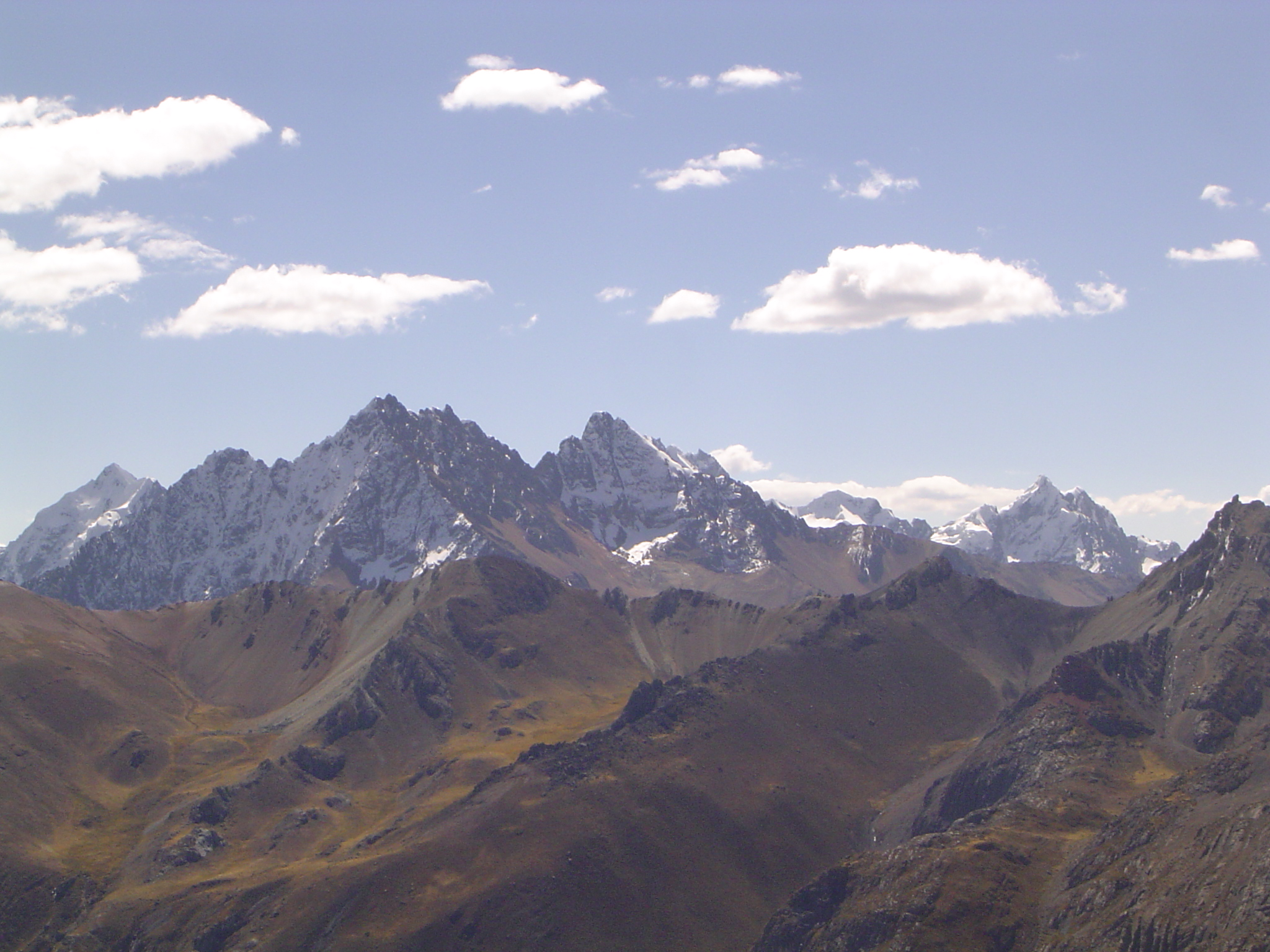
کوردیلرا هوایوش

در سال ۱۹۸۵، سیمپسون و شریک کوهنوردی‌اش سیمون یتس اولین صعود را از مسیر صعود نشدهٔ رخ غربی سیولا گراند با ارتفاع ۶۳۴۴ انجام دادند. در زمان فرود و پایین آمدن از ارتفاع، پای راست سیمپسون شکست، این رخداد و تلاش‌های آنها برای نجات خود باعث جدا شدن یتس و سیمسون از هم شد. این صعود برای هر دو کوهنورد تقریباً مهلک بود و پس از بازگشت آنها به انگلیس، مقاله ای گمراه کننده در یک روزنامه ملی منجر به انتقاد از یتس شد که به دلیل قطع طنابی که او و سیمپسون را به هم متصل کرده بود، مورد انتقاد قرار گرفت.
اندکی بعد سیمپسون مقاله ای را در مطبوعات کوهنوردی منتشر کرد و بعداً پرفروش‌ترین کتاب «لمس کردن خلا» را در مورد حادثه سخت سیولا گراند نوشت. این کتاب به ۲۳ زبان ترجمه شده‌است و تقریباً دو میلیون نسخه از آن در سراسر جهان فروخته شده‌است. یک فیلم مستند بر اساس این کتاب در سال ۲۰۰۳ منتشر شد.
براثر این حادثه در کوه سیولا گراند سیمپسون مجبور شد که شش عمل جراحی برای بازیافتن سلامتی انجام بدهد. گرچه پزشکان به او گفتند که دیگر هرگز صعود نخواهد کرد و تا آخر عمر نیز در راه رفتن مشکل خواهد داشت. با این حال، پس از دو سال توان بخشی، دوباره به کوه‌نوردی بازگشت. او تقریباً هر روز به استخر می‌رفت و سعی می‌کرد توان از دست رفته خود را بازیابد.
سیمپسون شغل دیگری به عنوان سخنران انگیزشی دارد و به رویدادهای شرکتی در سراسر جهان می‌پردازد و در آنها سخنرانی می‌کند. آخرین کتاب وی رمان Walking the Wrong Side of the Grass است که در سال ۲۰۱۸ منتشر شده‌است.